# Tetradonematidae
Tetradonematidae  (лат.) — семейство паразитических энтомопатогенных нематод из отряда Mermithida. Обладают гладкой кутикулой с микроскопическими порами. Заражают членистоногих, главным образом, насекомых (жуков семейств Curculionidae и Nitidulidae, москитов подсемейства Phlebotominae, муравьёв) и других беспозвоночных. Некоторые виды заражают муравьёв, в том числе Cephalotes atratus (Myrmeconema neotropicum вызывает у него предсмертное покраснение брюшка, что привлекает птиц, принимающих это за ягоду) и инвазивного красного огненного муравья Solenopsis invicta (Tetradonema solenopsis), что представляет интерес для его биологического контроля. Семейство Tetradonematidae, очевидно, древняя группа, так как их представители (Myrmeconema antiqua) обнаружены в ископаемом муравье (Cephalotes serratus) в куске доминиканского янтаря возрастом около 20—30 млн.лет.

## Систематика
Семейство было выделено в 1919 году крупнейшим американским нематодологом Натаном Коббом (1859—1932) на основании типового вида Tetradonema plicans Cobb, 1919. 13 родов и около 20 видов, в том числе:
- Aproctonema Keilin, 1917
  - Aproctonema chapmani Nickle, 1969
  - Aproctonema entomophagum Keilin, 1917
  - Aproctonema simuliophaga Rubtsov, 1966
- Bispiculum Zervos, 1980
  - Bispiculum inaequale Zervos, 1980
- Bissonema Rubtsov, 1978
  - Bissonema acicularis (Rubtsov, 1978)
- Brevinema Rubtsov, 1978
  - Brevinema brevis (Rubtsov, 1978)
- Corethrellonema Nickle, 1969
  - Corethrellonema grandispiculosum  Nickle, 1969
- Crassinema Rubtsov, 1978
  - Crassinema glustschenkovae Rubtsov, 1978
- Didilia Tang et al., 1993
  - Didilia ooglypta Tang et al., 1993
- Heterogonema van Waerebeke & Remillet, 1973
  - Heterogonema ovomasculis van Waerebeke & Remillet, 1973
- Myrmeconema
  - Myrmeconema neotropicum
- Mermithonema Goodey, 1941
  - Mermithonema entomophilum Goodey, 1941
- Nematimermis Tchesunov et Spiridonov, 1993
  - Nematimermis enoplivora Tchesunov et Spiridonov, 1993[12]
- Paraproctonema Rubtsov, 1978
  - Paraproctonema simuliophaga
- Tetradonema Cobb, 1919
  - Tetradonema plicans Cobb, 1919
  - Tetradonema solenopsis Nickle & Jouvenaz, 1987
- Trichonema  Rubtsov, 1978
  - Trichonema binucleata Rubtsov, 1978